# 比利亚雷斯德奥尔维戈
比利亚雷斯德奥尔维戈，是西班牙卡斯蒂利亚-莱昂莱昂省的一个市镇。 总面积26平方公里，总人口890人（2001年），人口密度34人/平方公里。